# Фелде
Фелде (њем. Felde) општина је у њемачкој савезној држави Шлезвиг-Холштајн. Једно је од 165 општинских средишта округа Рендсбург. Према процјени из 2010. у општини је живјело 2.064 становника. Посједује регионалну шифру (AGS) 1058050.

## Географски и демографски подаци
Фелде се налази у савезној држави Шлезвиг-Холштајн у округу Рендсбург. Општина се налази на надморској висини од 17 метара. Површина општине износи 13,9 km². У самом мјесту је, према процјени из 2010. године, живјело 2.064 становника. Просјечна густина становништва износи 149 становника/km².